# 부천시 오정구 (선거구)
부천시 오정구는 대한민국의 옛 국회의원 선거구이다. 당시 경기도 부천시 오정구 지역을 관할했다.

## 역사
1993년 2월 1일을 기해 오정구가 중구에서 분리되어 신설되었다. 이에 따라 대한민국 제15대 국회의원 선거를 앞두고 부천시 오정구 선거구가 신설되었다.
2016년 7월 4일을 기해 부천시가 일반구인 원미구, 소사구, 오정구를 폐지했다. 이에 따라 대한민국 제21대 국회의원 선거를 앞두고 부천시 정 선거구로 개편되었다.

## 역대 국회의원
| 선거   | 정당 | 정당           | 의원   |
| ------ | ---- | -------------- | ------ |
| 1996년 |      | 새정치국민회의 | 최선영 |
| 2000년 |      | 새천년민주당   | 최선영 |
| 2004년 |      | 열린우리당     | 원혜영 |
| 2008년 |      | 통합민주당     | 원혜영 |
| 2012년 |      | 민주통합당     | 원혜영 |
| 2016년 |      | 더불어민주당   | 원혜영 |

## 역대 선거 결과

### 대한민국 제15대 국회의원 선거
|  | 30.69% |

|  | 30.11% |

|  | 28.40% |

|  | 10.77% |

### 대한민국 제16대 국회의원 선거
|  | 46.21% |

|  | 32.81% |

|  | 16.70% |

|  | 4.26% |

### 대한민국 제17대 국회의원 선거
|  | 60.05% |

|  | 28.05% |

|  | 9.35% |

|  | 2.53% |

### 대한민국 제18대 국회의원 선거
|  | 56.00% |

|  | 42.32% |

|  | 1.67% |

### 대한민국 제19대 국회의원 선거
|  | 53.44% |

|  | 32.51% |

|  | 7.90% |

|  | 5.34% |

|  | 0.79% |

### 대한민국 제20대 국회의원 선거
|  | 44.78% |

|  | 31.12% |

|  | 21.80% |

|  | 2.28% |